# دوغ جينينغز (لاعب كرة قاعدة)
دوغ جينينغز (بالإنجليزية: Doug Jennings)‏ هو لاعب كرة قاعدة أمريكي، ولد في 30 سبتمبر 1964 في أتلانتا في الولايات المتحدة.

## وصلات خارجية
- دوغ جينينغز على موقع الدوري الياباني لكرة القاعدة (الإنجليزية)
- دوغ جينينغز على موقعبيزبول رفرنس.كوم (الدوري الرئيسي) (الإنجليزية)
- دوغ جينينغز على موقعبيزبول رفرنس.كوم (الدوري الثانوي) (الإنجليزية)
- دوغ جينينغز على موقع إي إس بي إن.كوم (أم.أل.بي) (الإنجليزية)
- دوغ جينينغز على موقع مشجعي الرسوم البيانية (الإنجليزية)